# Alexander Iwanowitsch Kuprin

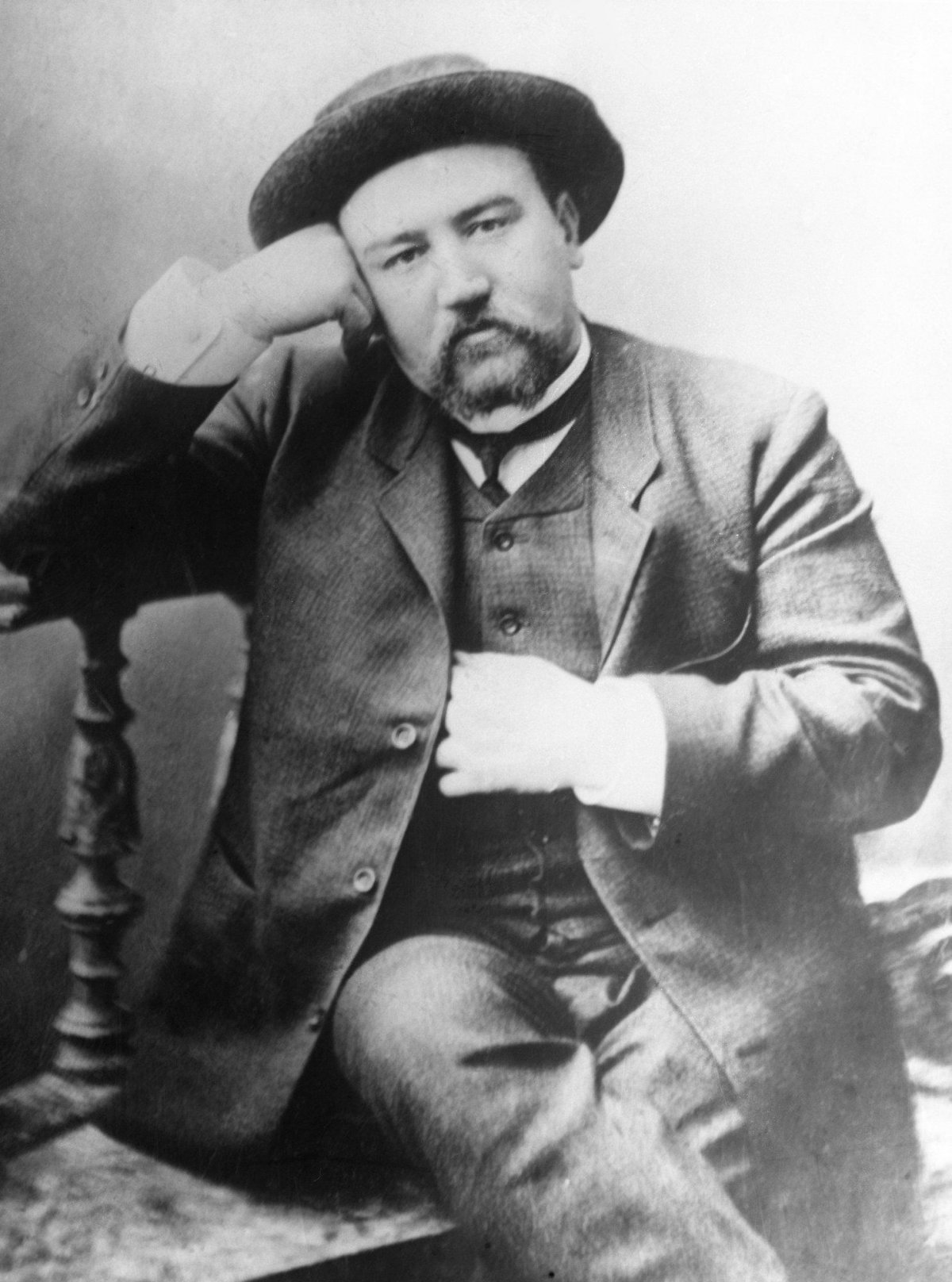

Alexander Iwanowitsch Kuprin (russisch Александр Иванович Куприн, wiss. Transliteration Aleksandr Ivanovič Kuprin; Betonung: Kuprín, * 26. Augustjul. / 7. September 1870greg. in Narowtschat (Gouvernement Pensa); † 25. August 1938 in Leningrad) war ein russischer Schriftsteller.

## Leben
Kuprin wurde als Sohn eines Beamten und einer verarmten Adeligen aus der tatarischen Fürstenfamilie Kulantschakow in einer Provinzstadt geboren. Nach dem Tod seines Vaters zog die Mutter mit ihm nach Moskau, wo Kuprin von 1877 bis 1880 ein privates Gymnasium und dann bis 1890 zehn Jahre lang verschiedene Militärschulen für den Offiziersnachwuchs besuchte. 1894 verließ er das Militär und zog nach Kiew um, wo er sich voll dem Beruf eines Berufsschriftstellers widmete. Er schrieb mehrere Erzählungen und Essays für verschiedene Kiewer Zeitungen, darunter auch einen Zyklus von durch starken Realismus gezeichneten Lebensporträts einfacher Leute seiner Umgebung. Bereits im Jahr 1899 lernte er Anton Tschechow kennen, der auf ihn starken Einfluss ausübte. 1901 zog Kuprin nach Petersburg um, wo er einige seiner besten Erzählungen schrieb, darunter Im Zirkus (1902), die von Lew Tolstoi sehr gelobt wurde. 

Statue von Kuprin in Balaklawa

1902 beginnt die Freundschaft Kuprins mit Maxim Gorki, dem er seinen Roman Das Duell (1905) widmete. Kuprin empfand starke Sympathien zu der ersten Russischen Revolution der Jahre 1905–1907 und verewigte sie in mehreren seiner Werke. 1905 war er zufällig gerade zu dem Zeitpunkt in Sewastopol, als Vize-Admiral Tschuchnin den bewaffneten Aufstand der Matrosen des Panzerkreuzers Otschakow auf äußerst brutale Art und Weise niederschlug, und half mit, die Überlebenden aus dem Meer zu retten. 
Nach dem Niederschlagen der Revolution distanzierte sich Kuprin von Gorki und seinem Kreis und bezeichnete später diese Zeitspanne als „Periode größter Enttäuschungen“. Jedoch schrieb er weiter und schuf echte Meisterwerke wie Sulamif (1908), Heirat (1908) oder Granatarmband (1911). Er unternahm eine ausgedehnte Reise durch Westeuropa, dessen Eindrücke er in den Reiseerzählungen unter dem Titel Die lasurblaue Küste (1912) zusammenfasste. Jedoch sein größtes Werk war zweifellos Der Graben (erster Teil erschien 1909, zweiter Teil 1914–1915), ein Roman, der in einer drastischen und mitunter krassen Sprache den Alltag der russischen Prostituierten beschrieb und seinen Tribut dem damals modischen Naturalismus zollte. 
Nach der Oktoberrevolution 1917 arbeitete Kuprin anfangs in dem Verlag Weltliteratur, der von Gorki begründet worden war, wo er für verschiedene Zeitschriften Artikel schrieb, in denen er die Revolution und ihre Anführer glorifizierte, jedoch gleichzeitig seine Befürchtungen vor der „kulturellen Barbarei“ der Bolschewiki äußerte. Im Dezember 1918 traf sich Kuprin mit Lenin und schlug ihm vor, eine Kulturzeitung für die Dorfbevölkerung herauszugeben. Im Herbst 1919 befand sich Kuprin in Gattschina, einem der Vororte von Petersburg, als die weißen Truppen des Generals Judenitsch die Ortschaft blockierten. Kuprin beschloss, mit seiner Familie zu emigrieren. Es ist nicht ganz klar, ob er diese Flucht im Voraus geplant hatte oder nur spontan reagierte und die günstige Gelegenheit nutzte.

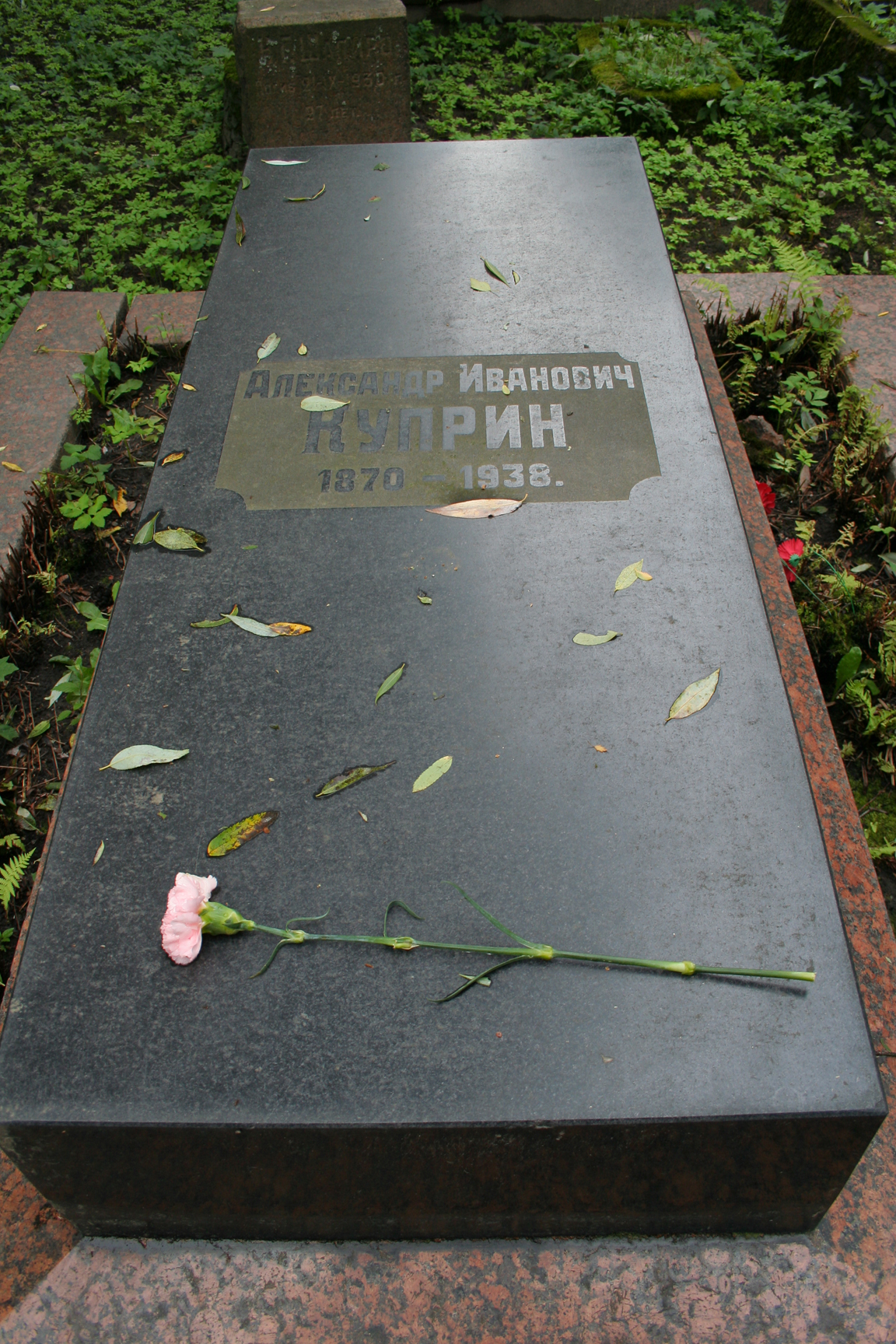
Kuprins Grab auf dem Wolkowo-Friedhof in Sankt Petersburg

Seit Ende des Jahres 1919 lebte er überwiegend in Paris, wo er aktiv an politischen Aktivitäten der russischen Emigranten teilnahm und antisowjetische Artikel und Pamphlete schrieb. Seit der Mitte der 1920er Jahre gab er seine antibolschewistische Gesinnung allmählich auf und trat zunehmend in den Hintergrund. Dieser Lebensabschnitt Kuprins war dadurch gekennzeichnet, dass er sich ganz den Versuchen widmete, die finanzielle Not seiner Familie zu lindern. Durch solche Umstände in seinem Schaffen eingezwängt, veröffentlichte er mehrere Werke, die er auf Bestellung verfasste, darunter Märchen, Beschreibungen der russischen Natur und historische Essays. 
Im Frühling 1937 kehrte Kuprin, bereits todkrank, in seine Heimat zurück. Die stalinistische Propaganda schlachtete dies als eine weitere Tatsache, die die angeblichen Vorzüge des Sozialismus belegt hätte, aus. Man kann aber davon ausgehen, dass Kuprin, der wusste, dass er bald sterben würde, nur vom Wunsch getrieben wurde, im heimatlichen Boden seine letzte Ruhestätte zu finden. Er wurde sehr freundlich empfangen, bekam eine eigene Wohnung und starb ein Jahr später in Leningrad.
Kuprin wurde in mehreren Denkmälern an verschiedenen Wirkungsstätten gewürdigt; unter anderem steht eine Statue von ihm neben einer Sitzbank am Hafen von Balaklawa.

## Kuprin als Schriftsteller
Kuprin war einer der letzten Vertreter des russischen Realismus, die sich gegen die Ungerechtigkeiten der urkapitalistischen Gesellschaft wandten und verstärkt ihre Aufmerksamkeit den sogenannten „niederen Schichten“ widmeten. Er stand sowohl unter starkem Einfluss Tolstois als auch Tschechows und für gewisse Zeit auch Gorkis, die somit zu den Wegmarken seiner schöpferischen Tätigkeit wurden. In der Zeit nach 1907 zeigte er verstärktes Interesse an der literarischen Gattung des Naturalismus, den er aber bald wieder verwarf. Kuprin interessierte sich stark für Psychologie des einfachen, „gemeinen Mannes“ und für die Alltagssituationen im Leben um ihn herum. Diesbezüglich war er ein humanistisch denkender Schriftsteller, der sich in mehreren Werken mit seiner Jugend als Kadett kritisch auseinandersetzte, so z. B. in Die Kadetten (1900) oder Junker (1928–1932). Er war ein Meister der kurzen erzählerischen Prosa, wobei er in wenigen Sätzen starke plastische Gestalten und Landschaften entwarf und mit Assoziationen spielte. 
Der Stoff für seine Erzählungen entsprang sowohl seiner Naturliebe (Jagd auf Auerhähne, Werwolf, Dunkler Wald) als auch den aktuellen Ereignissen, die ihn als Schriftsteller bewegt hatten (Der Schwarze Blitz, Stabskapitän Rybnikow, Der Fluss des Lebens, Kismet). Während seiner Emigration schuf er eindrucksvolle Bilder seines Gastlandes Frankreich, die die Kritiker durch die enorme Eloquenz und Bildlichkeit ihrer Sprache beeindruckten (Jeanette, Der gesegnete Süden). Außerdem verfasste Kuprin lesenswerte Erinnerungen.

## Werke
(in deutscher Übertragung)
- Der Moloch. Konegen, Wien 1907; erneut: Rütten & Loening, Berlin 1954.
- Das Duell. Buchverlag fürs Deutsche Haus, Berlin 1909.
- Die Gruft. Deutsch von Carlo Philips. München und Leipzig, Georg Müller Verlag, 1910. 248 S. Erneute Ausgabe unter dem Titel:  Jama, die Lastergrube. Überarbeitete Übersetzung von Hans Liebstoekl. Wien, Interterrit. Verlag "Renaissance",  [1923]. 458 S.
- Das Granatarmband und anderes. München und Leipzig, Georg Müller Verlag, 1911. 319 S.
- Olessja und andere Novellen. Bondy, Berlin 1911; erneut: Insel-Verlag, Frankfurt/M. 2000, ISBN 3-458-34290-7.
- Vera. Roman. Renaissance-Verlag, Berlin [1925].
- Die sieben Liebesnächte der Sulamith. Renaissance-Verlag, Berlin u. a. [um 1925].
- Der Spatzenkönig und andere Tiergeschichten. Zollikon-Zürich, Evangel Verlag A.G. [1944].
- Der Elefant. Geschichte für Kinder. SWA-Verlag, Berlin 1949.
- Das Duell. Verlag der Nation, Berlin 1964.
- Der Smaragd. 3 Erzählungen. Insel-Verlag, Leipzig 1972.
- Die Nachtviole. Erzählungen. Verlag der Nation, Berlin 1978.
- Die Drehorgel und der weisse Pudel. Erzählung. Sanssouci Verlag, Zürich 1979, ISBN 3-7254-0327-9.
- Das sündige Viertel. Sittenbilder aus dem alten Rußland. Rütten & Loening, Berlin 1986, ISBN 3-352-00035-2.